# 穆穆尔
穆穆尔（法語：Moumour，法語發音：[mumuʁ]）是法国大西洋比利牛斯省的一个市镇，属于奥洛龙-圣玛丽区。

## 地理
穆穆尔（43°12'47"N, 0°39'19"W）面积8.05 平方千米，位于法国新阿基坦大区大西洋比利牛斯省，该省份为法国东南部省份，涵盖了贝阿恩与北巴斯克，西临大西洋比斯開灣，北至朗德省，东北接热尔省，东临上比利牛斯省，南与西班牙接壤。
与穆穆尔接壤的市镇（或旧市镇、城区）包括：埃斯基乌勒、勒德什、奥洛龙-圣玛丽、奥兰、韦尔代茨、热龙斯。
穆穆尔的时区为UTC+01:00、UTC+02:00（夏令时）。

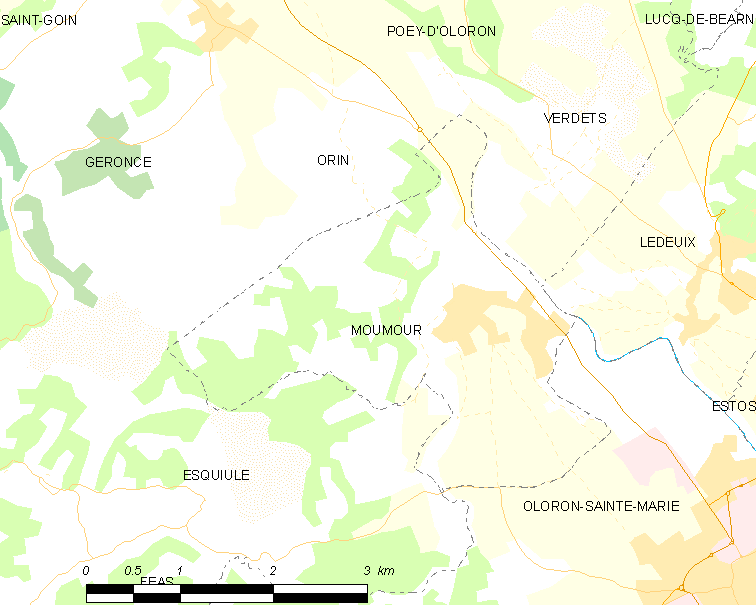
穆穆尔的OSM定位图

## 行政
穆穆尔的邮政编码为64400，INSEE市镇编码为64409。

## 政治
穆穆尔所属的省级选区为奥洛龙-圣玛丽第一县。

## 人口

1962-2008年间穆穆尔人口变化图示

穆穆尔于2022年1月1日时的人口数量为818人。